# ول دمینگز
ول دمینگز (انگلیسی: Val Demings؛ زادهٔ ۱۲ مارس ۱۹۵۷) سیاستمدار و افسر پلیس بازنشسته اهل ایالات متحده آمریکا است. او از سال ۲۰۱۷، نماینده مجلس آمریکا از حوزه انتخابیه دهم فلوریدا است و پیش از آن ریاست پلیس اورلاندو را بر عهده داشت.